# 251-я штурмовая авиационная дивизия
251-я штурмовая авиационная Краснознамённая дивизия (251-я шад) — соединение Военно-Воздушных сил (ВВС) Вооружённых Сил РККА штурмовой авиации, принимавшее участие в боевых действиях Великой Отечественной войны.

## Наименования дивизии

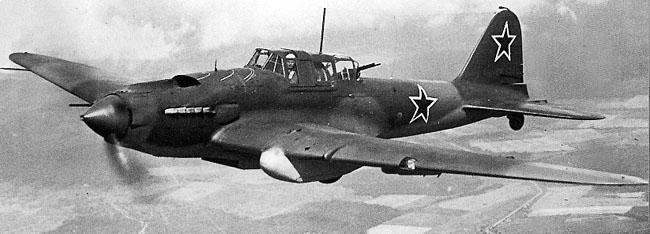
Ил-2

- 251-я штурмовая авиационная дивизия
- 251-я штурмовая авиационная Краснознамённая дивизия
- Полевая почта 65341

## Создание дивизии
251-я штурмовая авиационная дивизия сформирована Приказом НКО СССР 5 августа 1942 года в составе 9-й воздушной армии Дальневосточного фронта.

## Расформирование дивизии
- 251-я штурмовая авиационная Краснознамённая дивизия в декабре 1945 года была расформирована в составе 9-й воздушной армии.

## В действующей армии
В составе действующей армии:
- с 9 августа 1945 года по 3 сентября 1945 года.

## Командир дивизии
| Звание       | Имя                          | Период                  | Примечание                    |
| ------------ | ---------------------------- | ----------------------- | ----------------------------- |
| Подполковник | Макаров, Василий Харитонович | 05.08.1942 — 27.09.1943 | назначен командиром 252-й шад |
| Полковник    | Кислов Андрей Александрович  | 28.09.1943 — 03.09.1945 |                               |

### Начальник штаба
- подполковник Зиновьев[4], 08.1945 -

## В составе объединений
| Дата          | Фронт (округ)             | Армия               | Корпус | Примечания     |
| ------------- | ------------------------- | ------------------- | ------ | -------------- |
| 05.08.1942 г. | Дальневосточный фронт     | 9-я воздушная армия | -      | -              |
| 19.03.1945 г. | Приморская группа войск   | 9-я воздушная армия | -      | -              |
| 05.08.1945 г. | 1-й Дальневосточный фронт | 9-я воздушная армия | -      | -              |
| 03.09.1945 г. | 1-й Дальневосточный фронт | 9-я воздушная армия | -      | -              |
| 01.10.1945 г. | Приморский военный округ  | 9-я воздушная армия | -      | -              |
| 01.12.1945 г. | Приморский военный округ  | 9-я воздушная армия | -      | расформирована |

## Части и отдельные подразделения дивизии
За весь период своего существования боевой состав дивизии не претерпевал изменения:
| Период                  | Наименование                          | Вооружение |
| ----------------------- | ------------------------------------- | --- |
| 01.04.1943 — 20.11.1944 | 776-й истребительный авиационный полк | И-15бис, И-153, И-16, передан в 32-ю иад |
| 05.08.1942 — 01.12.1945 | 78-й штурмовой авиационный полк       | Ил-2, аэр. Лифанча, с 13.08.1945 — Бамянтунь (18 экипажей), с 14.08 — Мулин, с 19.08.1945 — аэр. Муданьцзян Центральный (Хайлан)              |
| 05.08.1942 — 01.12.1945 | 536-й штурмовой авиационный полк      | Ил-2, аэр. Хороль, с 12.08.1945 — аэр. Комиссарово, с 16.08 — Мулин, с 19.08.1945 — аэр. Муданьцзян Центральный (Хайлан), передан в 252-ю шад |
| 05.08.1942 — 01.12.1945 | 972-й штурмовой авиационный полк      | Ил-2, аэр. Камень-Рыблов, с 18.08.1945 — аэр. Муданьцзян Центральный (Хайлан), расформирован                                                  |

### Боевой состав на 9 августа 1945 года

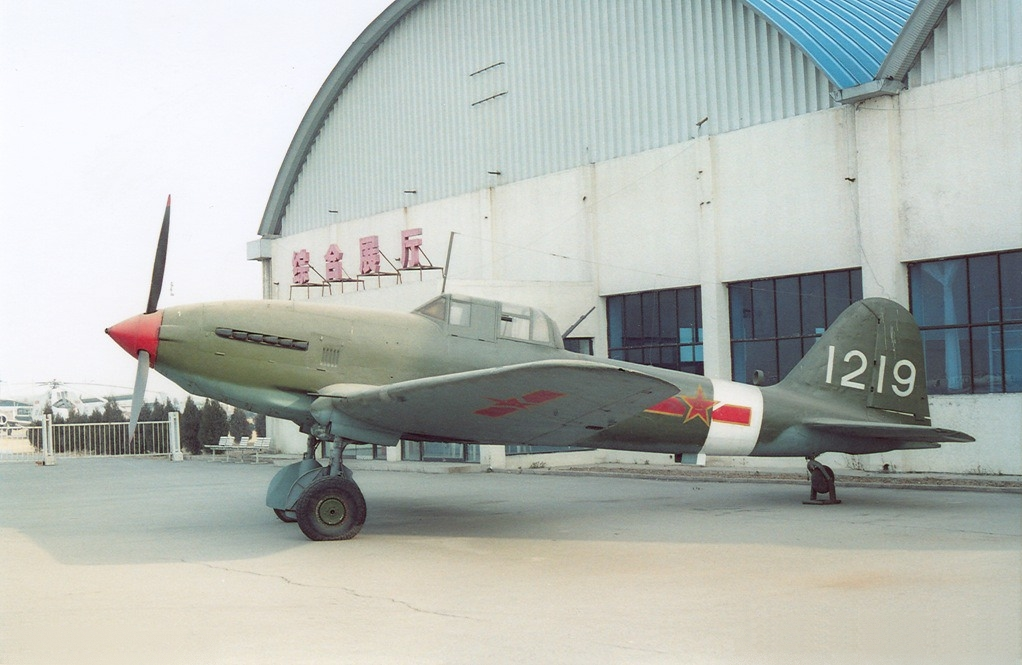
Ил-10 в музее Китая

управление дивизии - Хороль
| Наименование                     | Вооружение, Базирование |
| -------------------------------- | ----------------------- |
| 78-й штурмовой авиационный полк  | Ил-2, Лифанча           |
| 536-й штурмовой авиационный полк | Ил-2, Хороль            |
| 972-й штурмовой авиационный полк | Ил-2, Камень-Рыболов    |

## Участие в операциях и битвах
- Харбино-Гиринская наступательная операция — с 9 августа 1945 года по 2 сентября 1945 года.
- Маньчжурская операция — с 9 августа 1945 года по 2 сентября 1945 года.

## Награды
251-я штурмовая авиационная дивизия  Указом Президиума Верховного Совета СССР от 19 сентября 1945 года за образцовое выполнение заданий командования в боях против японских войск на Дальнем Востоке при форсировании реки Уссури, прорыве Хутоуского, Мишанського, Пограничненского и Дунненского укреплённых районов, овладении городами Мишань, Гирин, Яньцзи, Харбин и проявленные при этом доблесть и мужество награждена орденом «Красного Знамени».

## Благодарности Верховного Главнокомандующего
Дивизии за овладение всей Маньчжурией, Южным Сахалином и островами Сюмусю и Парамушир из группы Курильских островов, главным городом Маньчжурии Чанчунь и городами Мукден, Цицикар, Жэхэ, Дайрэн, Порт-Артур объявлена благодарность.

## Базирование
| Период                  | Место базирования                    |
| ----------------------- | ------------------------------------ |
| 02.08.1945 — 12.08.1945 | Хороль (Приморский край)             |
| 12.08.1945 — 19.08.1945 | Жариково (Приморский край)           |
| 19.08.1945 — 19.08.1945 | аэр. Муданьцзян Центральный (Хайлан) |
| 10.1945 — 12.1945       | Воздвиженка (Приморский край)        |